# Maronius araguanus
Maronius araguanus is een keversoort uit de familie soldaatjes (Cantharidae). De wetenschappelijke naam van de soort werd in 1981 gepubliceerd door Brancucci.